# Линейные корабли типа «Эспанья»
Тип «Эспанья» (исп. Clase España) — серия линейных кораблей Испании. Были созданы в рамках программы восстановления флота после Испано-американской войны и строились по разработанному в Великобритании проекту. Всего в 1909—1921 годах были построены три корабля этого типа, ставших единственным типом дредноутов на вооружении ВМС Испании, а также самыми малыми в истории дредноутами (по водоизмещению, по длине им уступали первые американские линкоры типа «Южная Каролина»). Головной корабль типа, «Эспанья», был потерян в ходе Рифской войны 1923 году, наскочив на мель и затонув у берегов Марокко. В годы Гражданской войны, оба оставшихся в строю линкора оказались на разных сторонах и оба в ходе войны были потеряны. «Альфонсо XIII» затонул, подорвавшись на выставленной своей же стороной мине, тогда как «Хайме I» затонул во время стоянки на ремонте, в результате пожара и последовавшего за этим взрыва артиллерийских погребов.
Самые компактные в мире дредноуты, их размеры определялись размерами существовавших в Испании сухих доков.

## Конструкция
В отказе от концепции «колониального» корабля с большой дальностью плавания сыграло свою роль поражение в войне с США, после которой Испания лишилась практически всех своих заморских территорий. Направленность проекта на береговую оборону так же обуславливалась общей слабостью испанской экономики. В качестве отправной точки для проектирования взят японский броненосец Микаса, который строился английской фирмой «Виккерс».

### Корпус
Нормальное водоизмещение составило 15 800 т. Наибольшая длина составила 139,9 м. Ширина корпуса 23,8 м, осадка при нормальном водоизмещении носом — 7,7 м.
Экипаж: 854 человека.

### Бронирование
Броня крупповская британского производства.
Главный броневой пояс — 229 мм (203 мм ) защищающей ватерлинию до уровня главной палубы, в оконечностях утончающийся до 102 мм. Верхний пояс: 152 мм.
Стенки всех башен главного калибра имели толщину 234-мм(203). Крыша имела толщину 76 мм. Барбеты башен — 254 мм.
Палуба − 38 мм, боевая рубка − 254 мм. Казематы противоминной артиллерии имели толщину — 76 мм.
Противоторпедные переборки были сплошными между конечными барбетами. Их толщина 38 мм.

### Вооружение
Линейные корабли типа «Эспанья» оснащались восемью 305-мм/50 Vickers Mk H. пушками главного калибра в четырёх двухорудийных башнях. Боекомплект состоял из 640 снарядов (бронебойных, полубронебойных, фугасных) для 305-мм орудий (по 80 снарядов на ствол). В военное время количество снарядов возрастало до 172 выстрела на башню. Максимальный угол возвышения орудий — 15°. При угле возвышения 14°36' дальность стрельбы орудий составляла 20 000 м снарядом весом 385,55 кг; в точке падения: скорость 384 м/с, угол 25°7', время в полёте 37,25 с. Для «Эспаньи» фирма «Виккерс» полностью перепроектировала орудие, и теперь оно мало напоминало и Mark XI, и Mark XII.
Противоминная артиллерия состояла из двадцати 102 мм орудий длиной канала ствола 50 калибров. Они стреляли снарядами весом 14,1 кг с начальной скоростью 873 м/сек на дальность до 58 кабельтовых со скорострельностью до 8 выстрелов в минуту. 
Все корабли имели по две 47-мм салютные пушки Виккерса с боекомплектом 400 выстрелов. Орудия могли использоваться как практические, для этого приводы их вертикального наведения могли жестко соединяться с соответствующими механизмами орудий главного калибра на башнях № 1 и 4.

### Силовая установка

#### Главная энергетическая установка
Главная энергетическая установка включала в себя два комплекта турбин Парсонса с прямой передачей на четыре гребных вала, вращавших четыре трёхлопастных гребных винта. Каждый комплект турбин состоял из турбин высокого давления переднего и заднего хода и турбин низкого давления переднего и заднего хода.
Номинальная мощность силовой установки составляла 15 500 л. с. (20 000), что должно было обеспечить скорость в 19,5 узла.
В котельных отделениях располагалось двенадцать водотрубных котлов типа «Ярроу», скомпонованных в двух котельных отделениях по три в ряд. Они выдавали пар под давлением 16,5 кг/см².

#### Дальность плавания
Топливо: нормальный запас угля 1020 тонн, полный запас 1985 тонн.
Проектная дальность плавания на 10-узловой скорости — 7500 миль.
Фактическая дальность плавания составила 6000-6300 морских миль ходом 10 узлов.

## Представители
Все линкоры погибли.
23 августа «Эспанья» попала в сильный туман, и у мыса Форцас села на камни. Все попытки снять корабль не увенчались успехом. Удалось только демонтировать башни главного калибра, которые затем были установлены на прибрежных скалах для защиты порта Картахена.
Два других дредноута погибли во время гражданской войны. Реалии войны заключались в том, что «систершипы» оказались по разные стороны баррикад. Один из них воевал на стороне мятежников, и в апреле 1937 года подорвался на мине, от этого сдетонировали погреба. Корабль даже после поистине чудовищного взрыва продержался на воде ещё 45 минут, поэтому удалось спасти более 600 человек из его экипажа. Второй, оставшийся верным республиканцам, в июне 1937 года затонул от внутреннего взрыва прямо в главной базе (погибло 80 матросов). После завершения войны его постепенно разобрали на металл.
| Название                                    | Судоверфь | Закладка        | Спуск на воду    | Принятие на вооружение | Судьба                                 |
| ------------------------------------------- | --------- | --------------- | ---------------- | ---------------------- | -------------------------------------- |
| Эспанья España                              | STT       | 5 февраля 1909  | 5 февраля 1912   | 23 октября 1913        | затонул на мели 26 августа 1923        |
| Альфонсо XIII Alfonso XIII / Эспанья España | STT       | 23 февраля 1910 | 7 мая 1913       | 16 августа 1915        | потоплен миной 30 апреля 1937          |
| Хайме I Jaime I                             | STT       | 5 февраля 1912  | 21 сентября 1914 | 20 декабря 1921        | затонул от взрыва погреба 17 июня 1937 |